# Sergej Sergeevič Prokof'ev
Sergej Sergeevič Prokof'ev (in russo Сергей Сергеевич Прокофьев?; Soncovka, 23 aprile 1891 – Mosca, 5 marzo 1953) è stato un compositore, direttore d'orchestra e pianista russo vissuto nel periodo sovietico.
Talento precoce, dopo aver suscitato clamore nella Russia zarista per le sue opere ardite e innovative e pur avendo dovuto in seguito affrontare le critiche del regime stalinista, Prokof'ev mantenne sempre la sua indipendenza artistica, staccandosi da ogni scuola e rifiutando qualsiasi etichetta. La sua musica, conservando un'assoluta integrità d'ispirazione, riunisce in sé ogni aspetto della cultura novecentesca, dalla fiducia nel progresso e nell'uomo, ai problemi esistenziali, al richiamo nostalgico del passato, alla sensibilità mistica, all'atteggiamento ironico e dissacratorio.
(Majakóvskij)

## Biografia

### Infanzia ed esordi
Nacque a Soncovka (nell'attuale Ucraina) il 23 aprile (per il calendario giuliano l'11 aprile) 1891 da una famiglia russa relativamente benestante che lo introdusse fin da bambino allo studio della musica, in particolare del pianoforte. Il padre, nativo di Mosca, era un agronomo e amministrava la tenuta di Soncovka; la madre, di umili origini,  era una discreta pianista. Sergej mostrò un precoce talento per la musica già a cinque anni quando scrisse una breve melodia, il Galop indiano; a sette anni iniziò a studiare seriamente il pianoforte sotto la guida della madre; compose una Marcia a quattro mani e imparò a giocare con gli stili musicali. Nel 1899, dopo aver assistito a Mosca a Il principe Igor' e al Faust, scrisse la sua prima opera Il gigante, in tre atti, di cui restano solo pochi frammenti. Le altre sue prime opere di una certa importanza risalgono al 1908, quando aveva 17 anni. Nell'agosto 1904 si trasferì con la madre a San Pietroburgo per studiare musica mentre il padre rimase in Ucraina. La famiglia non era molto propensa ad avviarlo alla carriera musicale in così giovane età, ma fu convinta da Sergej Taneev, pianista e compositore, che ascoltò le prime pagine scritte dal giovane Sergej e ne capì il talento. Nel 1904 Prokof'ev si iscrisse al Conservatorio di San Pietroburgo, superando le prove di ammissione ed entrò nella classe di composizione, pur essendo di diversi anni più giovane dei suoi compagni di corso. Era considerato eccentrico e arrogante, d'altra parte era spesso insofferente verso l'istituzione scolastica, che considerava noiosa. Divenne amico di Boris Asaf'ev e di Nikolaj Mjaskovskij, suo condiscepolo e sostenitore, che in seguito lo definirà «fenomeno luminoso e sano» sulla rivista Musika e che sarà il suo legame più importante con la Russia durante gli anni passati dal compositore in Occidente.

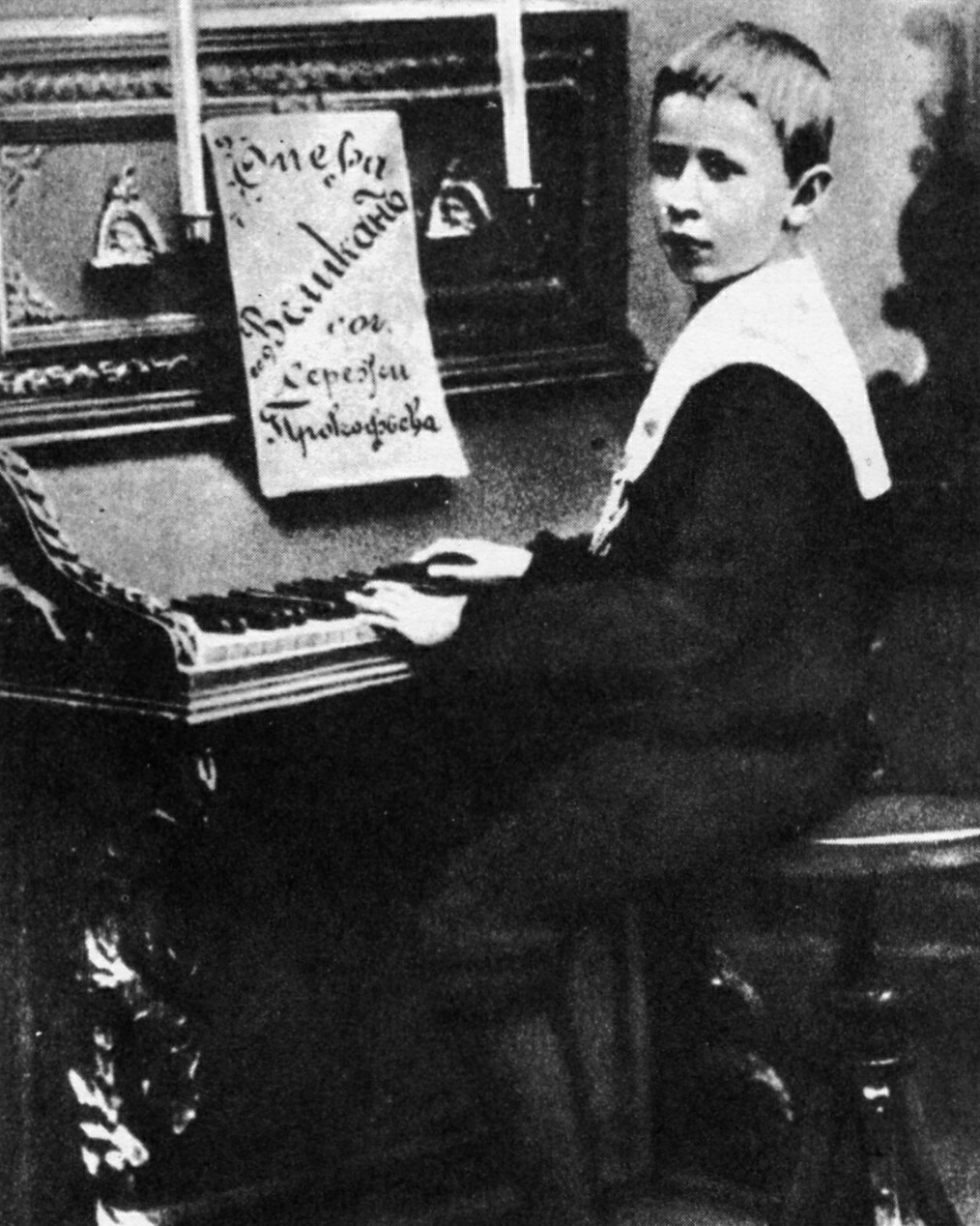
Prokof'ev a 9 anni con la partitura de Il gigante

Al conservatorio studiò sotto la guida, tra gli altri, del maestro Nikolaj Rimskij-Korsakov, guadagnandosi la fama di enfant terrible; si diplomò in composizione nel 1909 con una sonata, oggi perduta, e una scena per l'opera Il festino durante la peste. La modernità di questi lavori lasciò sconcertati gli esaminatori. Studiò anche con Ljadov e orchestrazione con Nikolaj Čerepnin. Anna Essipova fu un'ottima insegnante di pianoforte, ma per via del suo metodo tradizionalista non riuscì a instaurare un buon rapporto con l'allievo; lo stile di Prokof'ev era infatti aggressivo, opposto a quello tradizionale che gli suscitava un particolare tedio. In questo periodo, prima di completare il celebre Primo concerto per Pianoforte e Orchestra Op. 10 nel 1912, scrisse importanti pagine per pianoforte come la Toccata Op. 11, Quattro pezzi Op. 3 e 4 nonché la Sinfonia in Mi minore di cui restano solo frammenti.

Con queste prime composizioni si delineò il suo stile in cui la tonalità diventò un elemento tirato al massimo con modulazioni repentine e frequenti che tuttavia non alterano la plasticità e la nettezza dei piani sonori. Il ritorno alla tonalità d'impianto in Prokofiev è sempre un passaggio carico di violenza e di interessanti e vivaci trovate timbriche nelle composizioni orchestrali.
Nel 1907 conobbe Igor Stravinskij che ascoltò l'anno seguente le esecuzioni di Prokof'ev al pianoforte alle Serate di musica contemporanea di Walter Nuvel, notando la straordinaria personalità dell'autore. I rapporti con Stravinskij, e una certa rivalità con il suo conterraneo, saranno una costante durante tutta la vita di Prokof'ev.
Nel 1910 morì suo padre e venne meno il suo sostegno economico; fortunatamente il giovane compositore era già noto e apprezzato a sufficienza per potersi mantenere con la propria arte. I suoi primi due concerti per pianoforte vennero composti in questo periodo: il primo verrà eseguito da Prokof'ev nel 1914 per il Concorso Rubinstein destinato a pianisti di grande levatura, vincendo il primo premio; il difficilissimo e virtuosistico secondo del 1913 con il quale intendeva affermarsi come pianista-compositore e che, alla prima esecuzione, sollevò reazioni furibonde dal pubblico abituato a una musica più tradizionale. Reazioni contrastanti sollevarono anche i cinque brani dei Sarcasmi, quasi un esperimento avanguardistico e primo accostamento di Prokof'ev alla politonalità.
Nel 1914 Prokof'ev uscì dal conservatorio con i migliori voti della propria classe e vinse il premio Anton Rubinstein come miglior studente di pianoforte. Poco dopo partì per un viaggio per Londra, dove conobbe Claude Debussy, Maurice Ravel, Richard Strauss e soprattutto Sergej Djagilev con cui sperava di lavorare. Fu proprio su richiesta di Djagilev, infatti, che iniziò a comporre il suo primo balletto (Ala e Lollij), incompiuto, e poi rielaborato nel 1916 nella Suite scita, composizione carica di ritmi selvaggi con forti punti di contatto con La sagra della primavera di Stravinskij.
Durante gli anni della prima guerra mondiale Prokof'ev ritornò al conservatorio per studiare organo. Grande appassionato dell'opera di Fëdor Dostoevskij, nel 1915 decise di scrivere un'opera basata sul romanzo Il giocatore, motivato anche dalla sua passione per il gioco (Prokof'ev era un abile giocatore di bridge e soprattutto di scacchi). Le prove dell'opera furono turbate da continui problemi e la prima, nel 1917, venne cancellata per il verificarsi della Rivoluzione di febbraio, che fu salutata con gioia dal compositore. Nell'estate dello stesso anno compose la sua prima sinfonia, detta La Classica, composta in uno stile ispirato al neoclassicismo e a Joseph Haydn. Prokof'ev disse che se Haydn fosse stato ancora vivo l'avrebbe composta nello stesso modo, con poche varianti rispetto al suo stile. Dopo un breve soggiorno con sua madre a Kislovodsk, nelle montagne del Caucaso e un'esecuzione del 1915 a Roma al Teatro Augusteo del suo Secondo concerto per pianoforte e orchestra, tornò nel 1918 a Pietrogrado, deciso a lasciare almeno temporaneamente la Russia. Nel 1918, all'età di 27 anni, lasciò quindi la sua terra natale e cominciò a viaggiare in Europa e in America.
Parigi, Londra e Chicago furono per lui tappe fondamentali, che influenzarono fortemente la sua maturazione artistica. Il suo ritorno nell'Unione Sovietica avvenne nel 1932, quando volle partecipare alla trasformazione sociale e culturale del paese, dove tuttavia venne accusato dall'apparato burocratico di Stalin di formalismo. Nonostante questo inconveniente, Sergej, continuando a elaborare la sua prodigiosa tecnica, divenne uno dei massimi artisti che la scuola russa avesse prodotto in quel periodo. La sua musica piaceva perché ironica, talvolta sarcastica, ma soprattutto istintiva e ritmicamente travolgente.

### Vita all'estero

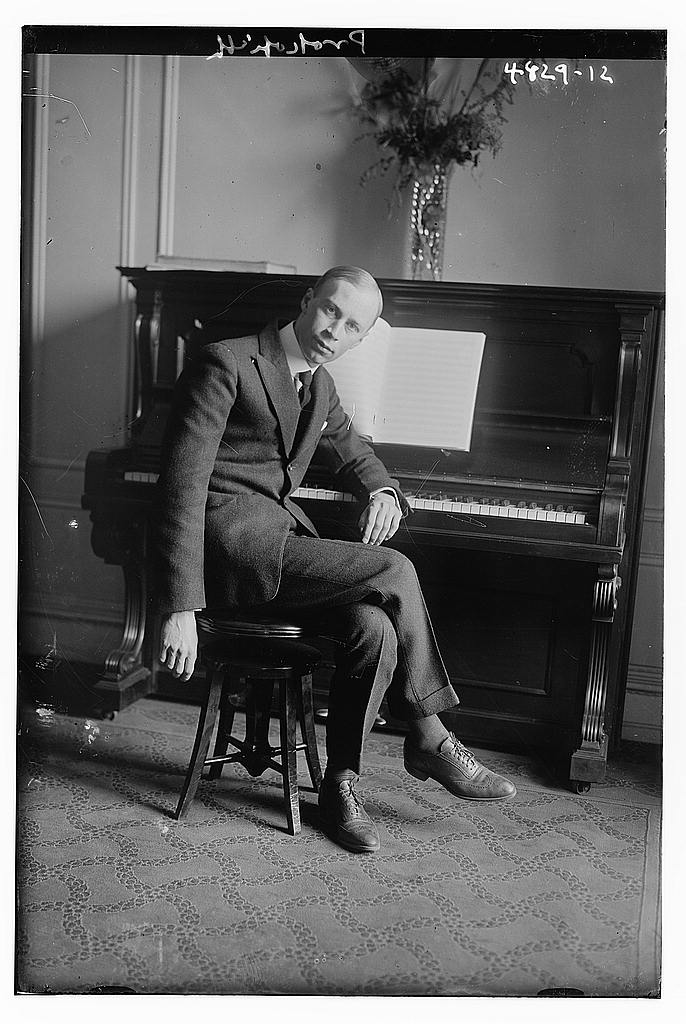
Sergej Prokof'ev nel 1918.

Arrivato a San Francisco, fu immediatamente comparato ad altri illustri esiliati russi (come Sergej Rachmaninov); si esibì con successo in un concerto solista a New York che portò a diverse successive scritture. In questo periodo strinse diverse amicizie, tra cui il pianista Arthur Rubinstein e la cantante Vera Janacopoulos; conobbe inoltre quella che sarà la sua prima moglie, Lina Codina Llubera, giovane cantante di origine russo-spagnola che si complimentò col musicista dopo un suo concerto. Siglò inoltre un contratto per la produzione della sua nuova opera L'amore delle tre melarance adattata da un testo di Carlo Gozzi, ma la prima fu cancellata per la malattia e successiva morte del direttore d'orchestra Cleofonte Campanini che era responsabile della Chicago Opera Association. Scrisse su richiesta di un quartetto di musicisti russi, l'Ensemble Ziro, l'Ouverture su temi ebraici; il brano fu l'ultima esecuzione di Prokof'ev negli Stati Uniti il 2 febbraio 1920 dopo di che, ormai malvisto dal pubblico e senza contratti, accettò per i mesi successivi di tenere alcuni concerti in Canada, ma venne pagato molto meno del pattuito. Trovatosi presto in difficoltà finanziarie, nell'aprile del 1920 rientrò in Europa, a Parigi.
La capitale francese era meglio preparata ad accogliere lo stile musicale di Prokof'ev; lì riannodò i contatti con la compagnia dei Balletti russi di Djagilev e con Stravinskij, oltre a riprendere alcuni lavori incompiuti come il suo Terzo concerto per pianoforte e orchestra, che tra i cinque è considerato il suo vertice creativo. Dopo un soggiorno in Bretagna partì nuovamente per gli Stati Uniti. L'amore delle tre melarance debuttò alla fine del 1921 a Chicago con un discreto successo, ma alla replica di New York il pubblico fu piuttosto freddo e Prokof'ev lasciò nuovamente l'America. A Londra incontrò di nuovo Djagilev e il 17 maggio del 1921 diresse a Parigi la prima del suo balletto Le chout realizzato dai Balletti russi.
Nel mese di marzo 1922 si trasferì, insieme alla madre e alla fidanzata, a Ettal sulle Alpi bavaresi per oltre un anno, ove si concentrò principalmente sul lavoro di composizione, dedicandosi in special modo all'opera L'angelo di fuoco, interessantissima dal punto di vista sia estetico, sia musicale: Prokof'ev infatti contrappose i principi del bene, rappresentati da un tema diatonico, a quelli del male, rappresentati dal tema ottotonico, usato per esempio anche da Stravinskij in Petruška. I suoi ultimi lavori vennero sentiti anche in Russia e Prokof'ev ricevette i primi inviti a tornare in patria: tuttavia preferì investire ancora sulla sua carriera europea. Nel 1923 sposò la fidanzata Lina e si trasferì nuovamente a Parigi.
Nella capitale francese vennero eseguiti altri suoi lavori (ad esempio la sua seconda sinfonia) ma la critica fu piuttosto tiepida, anche perché il compositore russo non rappresentava più una novità. Nel 1927 le cose cominciarono a rimettersi al meglio; produsse alcuni lavori su commissione per Djagilev ed iniziò una serie di concerti in giro per la Russia, salutati da un'esecuzione trionfale de L'amore delle tre melarance a Leningrado (Ex Pietroburgo). Bisogna notare che pur essendo un'opera lungimirante con i suoi echi timbrici orientali era ancora lontana dalle vette raggiunte da opere come Wozzeck e Lulu di Berg, composte rispettivamente nel 1925 e nel 1935.
Altre sue due vecchie opere (una di esse è Il giocatore) vennero eseguite in Europa e nel 1928 compose la Terza Sinfonia in do minore, basata sull'inedita L'angelo di fuoco. Negli anni 1931 e 1932 invece completò il Quarto ed il Quinto concerto per pianoforte.
Un incidente d'auto nel 1929 gli danneggiò leggermente le mani, impedendogli di tenere una serie di concerti a Mosca, cosa che non gli impedì comunque di seguire i lavori di musicisti russi a lui contemporanei. A guarigione avvenuta, iniziò un nuovo tour negli Stati Uniti, stavolta accolto calorosamente sull'onda dei suoi successi europei. Al tour statunitense ne seguì un altro attraverso l'Europa.
Durante una tournée del 1927 in patria, il musicista fu felicemente colpito dall'accoglienza ricevuta e dalla stima che il mondo musicale gli dimostrò per le sue composizioni. Un po' per nostalgia, un po' perché sperava di poter scrivere serenamente i suoi lavori, nei primi anni trenta Prokof'ev tornò a desiderare di rientrare in Russia, dove spostò il maggior numero possibile delle sue prime e dei suoi lavori su commissione. 
Sono del periodo dei viaggi anche i balletti Le chout (Il buffone) (1915-1920), Le pas d'acier (Il passo d'acciaio) (1925), Il figliol prodigo (1928) e Sul Dnieper (1930) e altre composizioni come il Primo concerto per violino e orchestra, la Quarta sinfonia, con elementi derivanti dalla Suite Scita, e il Concerto per violoncello e orchestra, Op.58 più i principali lavori da camera e per pianoforte.

### Ritorno in URSS

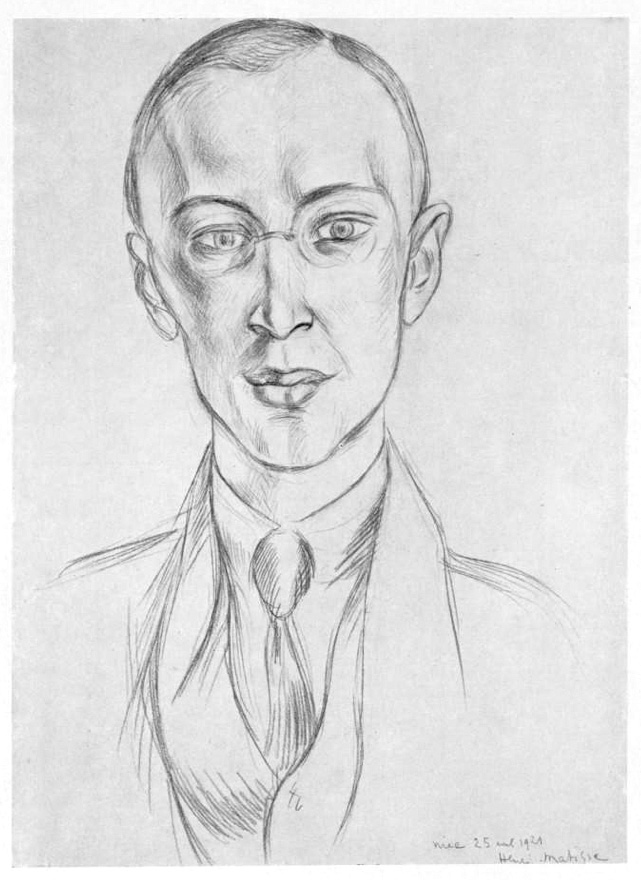
Prokof'ev ritratto da Henri Matisse, 1921

Alla fine del 1932 Prokof'ev e la famiglia tornarono definitivamente in Unione Sovietica. In quel periodo la politica ufficiale del Paese verso la musica era regolamentata dall'Unione dei compositori sovietici, organizzazione che aveva sostituito tutte quelle di ambito musicale volute in precedenza da Lenin; l'Unione stabiliva quali fossero i generi di musica accettabili e quindi ammessi. L'esclusione delle influenze straniere porterà nei decenni all'isolamento della comunità artistica sovietica dal resto del mondo.
Prokof'ev sperava vivamente, tornando in patria, di poter comporre ed eseguire la propria musica in piena libertà. Dopo aver scritto le musiche per il film Il tenente Kiže, inaspettatamente il musicista si trovò di fronte a una realtà culturale ben diversa da quella che si era auspicato e in questo clima Prokof'ev, accusato alla prima esecuzione del Canto sinfonico nel 1934 di essere artefice del declino della cultura, decise di dedicarsi alla composizione di musica per bambini (Dodici pezzi per l'infanzia, Tre canzoni per bambini e Pierino e il lupo tra le altre) cercando così di scrivere melodie semplici e orecchiabili secondo le direttive del governo. Fra il 1935 e il 1936 scrisse, su richiesta del Teatro Kirov, la partitura per il balletto Romeo e Giulietta che diventerà una delle sue opere più celebri. Compose quindi fra il 1936 e il 1937 la monumentale Cantata per il XX anniversario della Rivoluzione d'ottobre, che venne bocciata dal Comitato per le Arti e non venne mai eseguita pubblicamente.
Anche il debutto dell'opera Semën Kotko, scritta nel 1939, verrà posposto all'anno successivo perché il suo produttore Vsevolod Mejerchol'd fu arrestato e condannato a morte.

Fra il 1940 e il 1944 scrisse anche il balletto Cenerentola basato sull'omonima fiaba. Nel 1941 Prokof'ev subì il primo attacco cardiaco. Ne seguiranno altri, che produrranno un graduale declino delle sue condizioni di salute. A causa della guerra, diverse volte venne trasferito nel Caucaso insieme a molti altri artisti; il disagio subito dalla famiglia, unito alla relazione con la venticinquenne Mira Mendelssohn lo porterà al divorzio dalla moglie Lina, che avverrà sette anni dopo. È tuttavia da ricordare che in quegli anni il matrimonio con cittadini non sovietici era considerato illegale, ed è possibile che la rottura del matrimonio sia stata in qualche modo forzata.
La guerra ispirò a Prokof'ev l'opera Guerra e pace, a cui lavorerà per due anni, tra il 1941 e il 1942, alternandolo alle musiche per i film di Sergej Ėjzenštejn (Ivan il Terribile, Aleksandr Nevskij, di cui raccoglierà i brani nell'omonima cantata). L'opera tuttavia subì numerose revisioni imposte dal Comitato delle Arti che richiedeva un più marcato significato patriottico ed ebbe una tormentata vicenda per quanto riguarda le rappresentazioni.; la prima, in versione definitiva, avvenne infatti solo nel 1955.
Nel 1944 passò l'estate in una tenuta fuori Mosca, a Ivanovo, e compose la sua quinta sinfonia Op. 100, che risulterà essere una delle sue opere più apprezzate dal pubblico. Poco dopo, nel 1945, a causa di una crisi ipertensiva, subì una brutta caduta, riportando una commozione cerebrale da cui non si riprenderà mai completamente e che ridurrà drasticamente la sua produttività negli ultimi anni. Il periodo della guerra fu segnato anche dalla composizione delle tre "sonate di guerra", per pianoforte, la 6, la 7 e la 8, in cui appaiono ruggire gli echi di un nuovo corso storico che lascia attonita e ammutolita un'intera generazione. Specialmente la Sonata n. 7 nel suo celebre e travolgente finale in tempo irregolare di 7/8 e la lunga, tormentata e complessa Ottava divennero i cavalli di battaglia delle nuove generazioni di virtuosi.
Nel 1947 Prokof'ev ebbe il tempo di terminare la Sesta sinfonia e la sua nona sonata per pianoforte, per Sviatoslav Richter, prima che il potere centrale cambiasse opinione riguardo alla sua musica. Con la fine della guerra l'attenzione del partito tornò a rivolgersi all'interno del paese, stringendo ulteriormente il controllo sulle produzioni degli artisti locali. Nel gennaio del 1948 una sessione del Comitato Centrale del Partito Comunista, considerando la musica sovietica, accusò i compositori, tra cui Prokof'ev e Šostakovič, di tendenza formalista e deviazionista. Improvvisamente, la musica di Prokof'ev venne vista come un grave esempio di formalismo e di "eresia".
Il 20 febbraio 1948 la ex moglie Lina venne arrestata con l'accusa di spionaggio; lei si difese dicendo che stava solo cercando di inviare denaro alla madre in Spagna attraverso l'ambasciata, ma fu condannata a vent'anni di detenzione e deportata in Siberia; la pena verrà tuttavia interrotta dopo la morte di Stalin e Lina lascerà l'Unione Sovietica. Sempre nel 1948, a gennaio, Prokof'ev sposò Mira. Nel 1950 alla notizia della morte del suo amico Mjaskovskij subì un duro colpo che influì anche sulla sua salute, fu infatti ricoverato in ospedale per l'aggravemento di una preoccupante crisi ipertensiva.

### Gli ultimi anni
I suoi ultimi progetti di opera vennero cancellati dai programmi del teatro Kirov e questo, insieme alla declinante salute, portò al graduale ritiro di Prokof'ev dalle scene. Ormai gravemente ammalato riuscì a terminare la sua ultima opera, la Settima sinfonia, presentata al pubblico nel 1952, un'opera dal sapore dolce-amaro per la quale fu chiesto all'autore di introdurre un lieto fine. Con l'oratorio A guardia della pace riuscì a vincere il Premio Stalin di 100.000 rubli nel 1951 che gli diede un po' di respiro da un punto di vista economico: il musicista, a causa della censura, versava allora in grosse difficoltà finanziarie. 

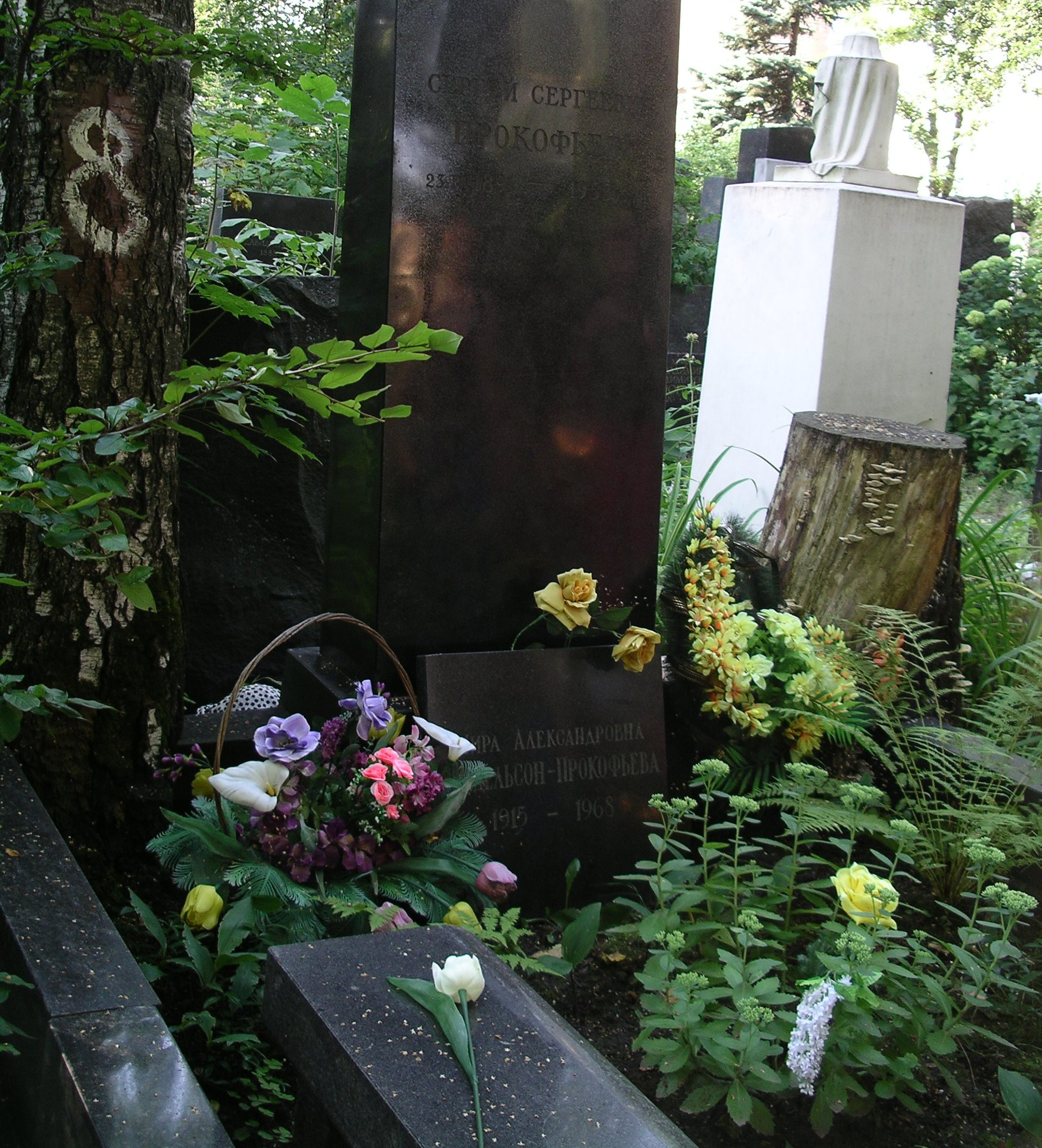
Tomba di Sergej Prokof'ev nel cimitero di Novodevičij, a Mosca

Prima del suo ritiro causato dalla debilitazione, Prokof'ev aveva continuato a lavorare scrivendo altre opere, oltre alla già citata Guerra e Pace completò il Matrimonio al convento (1940-46) e La storia di un vero uomo (1947-1948), le già citate musiche per film e il balletto Il fiore di pietra (1948-50), su libretto di Mira Mendelssohn e Leonid Lavrovskij. Nel 1949 scrisse la Sonata per violoncello e pianoforte in Do maggiore per un giovane Mstislav Rostropovich che fu uno degli interpreti prediletti da Prokof'ev, così come lo furono Sviatoslav Richter per il pianoforte e David Ojstrach per il violino.
Morì il 5 marzo 1953 alle 9 di sera per una emorragia cerebrale. Lo stesso giorno, nemmeno un'ora dopo il compositore,  morì anche Iosif Stalin. La notizia della sua morte passò pressoché inosservata perché le autorità sovietiche imposero alla stampa di darne notizia solo una settimana dopo, incentrando l'attenzione sulla morte di Stalin. Al suo funerale, il 7 marzo,  parteciparono solamente quaranta persone; David Ojstrach suonò il primo tempo della Sonata per violino op. 80. È sepolto al cimitero di Novodevičij, a Mosca. Lina Prokof'ev Codina seppe della morte dell'ex marito molto tempo dopo, da una compagna del carcere. 
Prokof'ev è ricordato come uno dei compositori più innovativi del XX secolo; la sua grande verve rinnovatrice operò nel campo dell'armonia, del ritmo e di inusitate esperienze timbriche. A sua insaputa ha anticipato nelle sue opere provocatorie, grazie al suo uso delle percussioni e dell'esasperazione ritmica, alcuni aspetti della musica rock dei nostri giorni, È ricordato anche perché fu uno dei primi artisti a lavorare nella settima arte, il cinema, come compositore di colonne sonore.
Per queste sue caratteristiche uniche Sergej Prokof'ev viene definito uno dei compositori più poliedrici del ‘900.

## Composizioni

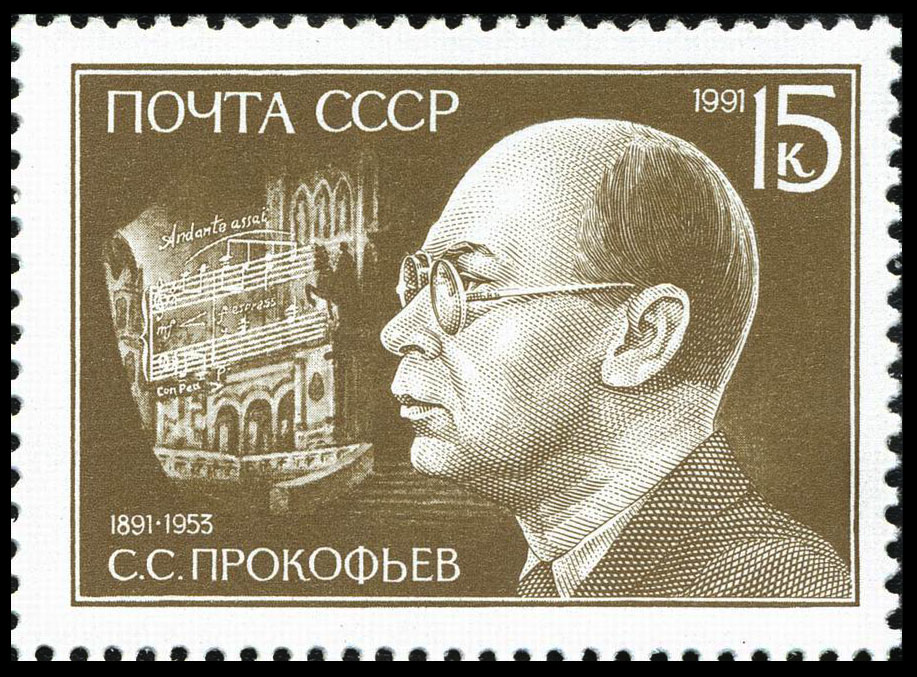
Francobollo emesso dalle poste sovietiche per il centenario della nascita di Prokof'ev

### Opere
- Il Gigante, opera per bambini, (1900)
- Sulle isole deserte (1901-1902)
- Il festino durante la peste (1903)
- Ondina (1904)
- Maddalena, Op. 13 (1911-1913)
- Il giocatore, op.24 (basata su Il giocatore di Dostevskij), (1915-16, rev. 1927)
- L'amore delle tre melarance, Op. 33 (1919)
- L'angelo di fuoco, Op. 37 (1919-1926)
- Semën Kotko, Op. 81 (1939)
- Matrimonio al convento, Op. 86 (1940-1943)
- Guerra e pace (Vojna i mir), op.91 (basata sul romanzo di Lev Tolstoj) (1941-1942)
- La storia di un vero uomo, Op. 117 (1947-48)

### Favola sinfonica
- Pierino e il lupo, Op. 67 per orchestra e voce narrante (1936)

### Balletti
- Ala i Lollij (Ala e Lolli), (per la maggior parte riscritto come Suite scita Op. 20) (1914-1915)
- Le chout (Il buffone), Op. 21 (1915-1920)
- Trapèze, Op. 39 (anche conosciuta come Quintetto, Op. 39) (1924)
- Le pas d'acier (Il passo d'acciaio), Op. 41 (1925)
- Il figliol prodigo, Op. 46 (1928)
- Sul Dnieper o Sur le Borystène, Op. 51 (1930)
- Romeo e Giulietta, Op. 64 (1935-36)
- Cenerentola, Op. 87 (1940-44)
- Il fiore di pietra, Op. 118 (1948-1950)

### Musiche di scena e per film
- Il tenente Kiže, per il film di Fajncimmer (1933);  suite orchestrale, Op. 60 (1934)
- Le notti egiziane, musiche di scena (1934)
- Boris Godunov, op.70 bis, musiche di scena (1936)
- Evgenij Onegin op. 71, musiche di scena per il poema di Puškin (1936)
- Hamlet, op.77, musiche di scena (1938)
- Aleksandr Nevskij, per il film diretto da Sergej Ėjzenštejn, Op. 78 (1938)
- I partigiani nelle steppe dell'Ucraina, musica per film (1942)
- Kotovskij, musica per film (1942)
- Tonja, musica per film (1942)
- Ivan il Terribile, per la trilogia diretta da Ėjzenštejn, Op. 116 (1942-1945)

### Opere per orchestra
- Sinfonie
  - Sinfonia n. 1 in Re Classica, Op. 25 (1916-17)
  - Sinfonia n. 2 in Re minore Ferro e acciaio, Op. 40 (1924)
  - Sinfonia n. 3 in Do minore, Op. 44 (1928)
  - Sinfonia n. 4 in Do, Op. 47 (1929-30, riscritta come Op. 112, 1947)
  - Sinfonia n. 5 in Si bemolle, Op. 100 (1944)
  - Sinfonia n. 6 in Mi bemolle minore, Op. 111 (1947)
  - Sinfonia n. 7 in Do diesis minore, Op. 131 (1951-52)
  - altre due sinfonie giovanili, scritte prima del 1909
- Sinfonietta in La, Op. 5 (rivista successivamente come Op. 48)
- Sogni, Op. 6
- Autunnale, Op. 8 (1910)
- Suite scita, Op.20 (1914-1915)
- Divertimento, Op. 43 (1925-1929)
- Canto sinfonico, Op. 57 (1933)
- Giornata Estiva, Op.65 bis. suite per orchestra (1941)
- Ouverture russa, Op. 72
- L'anno 1941, Op. 90 (1941)
- Suite di valzer, Op. 110
- Due valzer di Puškin, Op. 120
- L'incontro del Volga e del Don, Op. 130

Altre suite orchestrali arrangiate da balletti e dalle produzioni per il cinema: Romeo e Giulietta, Cenerentola, Il tenente Kiže, L'amore delle tre melarance, etc.

### Concerti
- Per pianoforte:
  - Concerto per pianoforte n. 1 in Re bemolle, Op. 10 (1911-12)
  - Concerto per pianoforte n. 2 in Sol minore, Op. 16 (1912-13, riscritto nel 1923)
  - Concerto per pianoforte n. 3 in Do maggiore, Op. 26 (1917-21)
  - Concerto per pianoforte n. 4 in Si bemolle, Op. 53 (1931), per mano sinistra (scritto per Paul Wittgenstein)
  - Concerto per pianoforte n. 5 in Sol maggiore, Op. 55 (1932)
  - Concerto per due pianoforti e orchestra d'archi op. 133 (1952), (solo un abbozzo)
- Per violino:
  - Concerto per violino n. 1 in Re maggiore, Op. 19 (1916-17)
  - Concerto per violino n. 2 in Sol minore, Op. 63 (1935)
- Per violoncello:
  - Concerto per violoncello in Mi minore, Op. 58 (1933-38)
  - Sinfonia-concerto per violoncello e orchestra in Mi minore, Op. 125 (1950-52)
  - Concertino per violoncello in Sol minore, Op. 132 (1952) (una versione completata da Kabalevskij, un'altra da Blok)

### Opere per coro
- Sette, sono sette, Op. 30, cantata su testo di Konstantin Balmont, (1917-1918)
- Cantata per il XX anniversario della Rivoluzione d'ottobre, Op. 74, (1936-1937)
- Canzone dei nostri giorni, Op. 76, cantata (1939)
- Zdraviza, Op. 85, cantata (1939)
- Ballata di un giovane sconosciuto, Op. 93, cantata (1942-1943)
- Falò d'inverno, Op. 122, (1949)
- A guardia della pace, Op. 124, oratorio (1950)

### Opere per pianoforte
- Sonate per pianoforte:
  - Sonata per pianoforte n. 1 in Fa minore, Op. 1 (1907-09)
  - Sonata per pianoforte n. 2 in Re minore, Op. 14 (1912)
  - Sonata per pianoforte n. 3 in La minore, Op. 28 (1907-17)
  - Sonata per pianoforte n. 4 in Do minore, Op. 29 (1917)
  - Sonata per pianoforte n. 5 in Do maggiore, Op. 38 (1923, riscritta nel 1952-3 come Op. 135)
  - Sonata per pianoforte n. 6 in La maggiore, Op. 82 (1939-40)
  - Sonata per pianoforte n. 7 in Si bemolle maggiore, Op. 83 (1939-42)
  - Sonata per pianoforte n. 8 in Si bemolle maggiore, Op. 84 (1939-44)
  - Sonata per pianoforte n. 9 in Do maggiore, Op. 103 (1947)
  - Sonata per pianoforte n.10 in Mi minore, Op. 137 (incompiuta, restano solo frammenti) (1952)
  - altre sei sonate giovanili (scritte prima del 1909)
- Quattro pezzi per pianoforte, Op. 3 (1907-08)
- Quattro pezzi per pianoforte, Op. 4 (1910-12)
- Toccata per pianoforte in Re minore, Op. 11 (1912)
- Dieci pezzi per pianoforte, Op. 12
- Sarcasmi, cinque pezzi per pianoforte, Op. 17 (1912-14)
- Visions fugitives, venti pezzi per pianoforte, Op. 22 (1915-17)
- Le storie di una vecchia nonna, Op. 31 (1918)
- Quattro pezzi per pianoforte, Op. 32 (1918)
- Cose in sé, due pezzi per pianoforte, Op. 45 (1928)
- Due sonatine per pianoforte, Op. 54 (1931-32)
- Pensieri, tre pezzi per pianoforte, Op. 62 (1933-34)
- Musica per bambini, dodici pezzi facili, Op. 65 (1935)

### Opere da camera
- Scherzo umoristico per quattro fagotti op. 12 bis
- Ballata per violoncello e pianoforte op. 15
- Due quartetti d'archi:
  - Quartetto d'archi n. 1 in Si minore, Op. 50
  - Quartetto d'archi n. 2 in Fa (su temi folcloristici cabardini), Op. 92
- Ouverture su temi ebraici, Op. 34 (per clarinetto, quartetto d'archi e pianoforte)
- Quintetto, Op. 39 (per oboe, clarinetto, violino, viola e contrabbasso)
- Due sonate per violino:
  - n. 1 in Fa minore, Op. 80
  - n. 2 in Re, Op. 94 bis (trascrizione della sonata per flauto in Re, Op. 94) (1944)
- Sonata per violini all'unisono / violino solista in Re, Op. 115
- Sonata per due violini in Do maggiore, Op. 56 (1932)
- Sonata per flauto e pianoforte in Re maggiore, Op. 94 (1943)
- Sonata per violoncello solo in Do diesis minore, Op. 134

## Prokof'ev scacchista
Da grande appassionato di scacchi Prokof'ev partecipò a diverse simultanee tenute da grandi campioni, tra cui Capablanca e Lasker. In una simultanea di Capablanca su 27 scacchiere a San Pietroburgo il 29 maggio 1914, dopo il Torneo di San Pietroburgo (il torneo degli Zar), Prokof'ev fu uno dei due vincitori (il risultato fu di +23 =2 –2).. Di Capablanca, come di un altro grande scacchista, Alechin, il compositore divenne amico.
Negli anni '30 giocò diversi match amichevoli con il futuro campione del mondo Michail Botvinnik. Il database di Chessgames.com contiene otto sue partite.